# Dumitru Alaiba
Dumitru Alaiba (n. 14 aprilie 1982, Stoicani, raionul Soroca, RSS Moldovenească, URSS) este un politician și economist din Republica Moldova, care a îndeplinit funcția de Viceprim-ministru și Ministru al Dezvoltării Economice și Digitalizării în Guvernul Republicii Moldova.
În anul 2005, Dumitru Alaiba și-a început cariera în domeniul serviciilor de consultanță, fiind angajat în companii internaționale și activând în mai multe țări, precum Finlanda, Letonia, România, Austria. În 2009, s-a întors în Republica Moldova, unde și-a continuat cariera, activând în cadrul Cancelariei de Stat. 
În 2011, a participat la fondarea Consiliului Economic pe lângă Prim-ministrul Republicii Moldova (CONSECON) și a condus reformele de reglementare a activității mediului de afaceri. La sfârșitul anului 2015, a decis să se retragă din poziția de funcționar public, devenind freelancer. Fiind parte a societății civile, a conlucrat cu diferite organizații neguvernamentale și fundații. Tot în această perioadă, a devenit co-fondatorul a două mici afaceri în Moldova.
În perioada anilor 2016 - 2019, Dumitru Alaiba a fondat și condus CPR Moldova,- un ONG care promovează transparența drepturilor omului și apără democrația moldovenească, iar începând cu 2019, a revenit la activitatea sa în domeniul economic.
Tot în 2019, alături de echipa Partidului Acțiune și Solidaritate (PAS), Dumitru Alaiba a fost încurajat să participe la alegerile parlamentare, ca ulterior să fie ales deputat în Parlamentul Republicii Moldova, fiind numit și în funcția de Președinte al Comisiei Parlamentare pentru economie, buget și finanțe. În 2022, a devenit Viceprim-ministru și Ministru al Economiei în cadrul Guvernului Gavrilița, iar odată cu numirea unui nou Executiv și reformarea instituției, în februarie 2023, a intrat în funcția de Viceprim-ministru și Ministru al Dezvoltării Economice și Digitalizării în Guvernul Recean.

## Biografie

### Copilărie și studii
Dumitru Alaiba s-a născut în satul Stoicani, raionul Soroca, RSS Moldovenească (astăzi Republica Moldova), la data de 14 aprilie 1982, dar a copilărit în satul Ocnița. În 2004, a absolvit Academia de Studii Economice din Moldova, licențiat în Finanțe, iar în 2005 a obținut diploma de master în „International Project Management” de la Universitatea de Științe Aplicate din Rovaniemi, Finlanda.

### Carieră
În perioada anilor 2005-2007, Alaiba a fost manager de proiect la Helsinki Consulting Group Ltd, Finlanda. Ulterior, până în 2008 a fost manager financiar de proiect la EU TACIS, Ministerul Dezvoltării Regionale și al Administrației Locale al Letoniei, fiind responsabil de gestiune financiară într-un proiect internațional cu zece parteneri din țări ale regiunii Mării Baltice (Letonia, Suedia, Rusia, Polonia, Germania, Danemarca). În 2008-2009, din poziția de Business Development Manager, a coordonat proiecte internaționale de dezvoltare în Balcani și CSI la Human Dynamics, Austria.
În 2009-2013 s-a implicat în sectorul public din Republica Moldova, în Cancelaria de Stat a Guvernului Republicii Moldova, unde a fost șef adjunct al Direcției Politici, Planificare Strategică și Asistență Externă. După aceasta, până în 2016 a lucrat drept șef al secretariatului la Consiliul Economic pe lângă Prim-ministrul Republicii Moldova, angajat de Banca Europeană pentru Reconstrucție și Dezvoltare. În această poziție a fost responsabil de promovarea reformelor-cheie ce reglementează activitatea mediului de afaceri.
Între 2016 și 2019 a fost freelancer, lucrând cu Open Society Foundations, Fundația Soros Moldova, sic.md, Oxford Policy Management, Programul Națiunilor Unite pentru Dezvoltare, Fundația Konrad Adenauer și altele. În 2017-2019 A fost director de programe la ONG-ul CPR Moldova, al cărui co-fondator este. În aceeași perioadă, a co-fondat un spațiu de coworking din Chișinău și un restaurant/bar.

### Deputat și ministru
A deținut funcția de deputat în Parlamentul Republicii Moldova din partea blocului ACUM, ales în circumscripția 51, SUA, Canada. După alegerile parlamentare din 2021, a fost ales din nou deputat pe lista Partidului Acțiune și Solidaritate.
Dumitru Alaiba a fost viceprim-ministru și ministru al economiei din 2022 până în 2025: mai întâi ministru al economiei în cadrul Guvernului Gavrilița până în februarie 2023, apoi ministru al dezvoltării economice și digitalizării în cadrul Guvernului Recean. A fost înlocuit de Doina Nistor la 14 martie 2025.

## Viață personală
Dumitru Alaiba este căsătorit cu jurnalista estoniană Marian Manni și are doi copii – Adrian Mihai și Lora Linda. El vorbește fluent limbile română, engleză și rusă.